# Tahj Mowry
Tahj Dayton Mowry (17 de Maio de 1986) é um ator, dançarino e cantor norte americano.
Ele é conhecido por seu papel como T.J. Henderson na sitcom Gênio do Barulho do canal The WB, e também como Tucker da série Baby Daddy. Quando criança ele fez participações em diversas séries famosas como, Três é Demais, Friends, e na série protagonizada por suas irmãs, Irmã ao Quadrado.
Ele é irmão das gêmeas Tia Mowry e Tamera Mowry. 